# Міністерство поліції Російської імперії
Міністерство поліції Російської імперії — центральний орган державного управління галузі внутрішньої безпеки Російської держави в 1810—1819 роках. Олександр I зійшов в 1801 році на російський престол з наміром здійснити всеосяжні ліберальні перетворення державно-політичного устрою Російської імперії. Але реформи були поступово згорнуті, а їх головний ідеолог М. М. Сперанський був відставлений від державної служби.

За наказом, виданим 25 червня 1811 року, міністерство поліції складалося
- з трьох департаментів поліції:
  - господарської (справи продовольчі та прикази громадського піклування);
  - виконавчої;
  - медичної;
- медичної ради;
- канцелярій міністра.

4 листопада 1819 року міністерство поліції приєднано до міністерства внутрішніх справ, а особлива канцелярія міністра була закрита в 1826 році. Замість неї було засновано Третій відділ імператорської канцелярії.